# Açoca Chacra

Ilustração do Açoca Chacra como representada na Bandeira Nacional da República da Índia

Açoca ou Asoca Chacra (Ashoka Chakra) é uma representação da roda do darma. A roda tem 24 raios. O Açoca Chacra tem sido amplamente inscrito em muitas relíquias do imperador máuria Açoca (r. 273–232), mais proeminente entre os quais estão o Capitel do Leão de Sarnath e Pilar de Açoca.
O mais visível uso do Açoca Chacra hoje está no centro da bandeira nacional da República da Índia (adotada in 22 de Julho de 1947), onde é representado com a cor azul-marinha num fundo branco, substituindo o símbolo do Chacra (roca de fiar) das versões pré-independentes da bandeira. Açoca Chacra pode também ser vista na base Capitel de Leão de Asoca, no qual foi adotado como Emblema Nacional da Índia.

## História e razão por trás do design
O Açoca Chacra foi construído pelo imperador máuria Açoca em seu reinado. Chacra é uma palavra em sânscrito no qual também significa círculo ou processo que se repete. O processo significa que é o círculo do tempo, como o mundo muda com o tempo. O cavalo significa precisão e velocidade, enquanto o touro significa trabalho duro.
Os vinte e quatro raios na roda do Chacra representam vinte e quatro virtudes:
1. Amor
2. Coragem
3. Paciência
4. Tranquilidade
5. Gentileza
6. Bondade
7. Fidelidade
8. Brandura
9. Autocontrole
10. Altruísmo
11. Autossacrifício
12. Veracidade
13. Rectidão
14. Justiça
15. Misericórdia
16. Benevolência
17. Humildade
18. Empatia
19. Simpatia
20. Conhecimento piedosa
21. Sabedoria piedosa
22. Moral piedosa
23. Temor reverencial de deuses
24. Esperança/confiança/fé na bondade dos deuses